# 梶原ひかり
梶原 ひかり（かじわら ひかり、1992年12月21日 - ）は、日本の女優。東京都出身。ヒラタオフィス所属。

## 来歴
2000年に舞台『蒲田行進曲完結篇〜銀ちゃんが逝く』で子役としてデビュー。子役時代はホリプロインプルーブメントアカデミーに所属。
2004年、『仮面ライダー剣』に栗原天音役でレギュラー出演。その15年後、『仮面ライダージオウ』にも同役で出演した。
2005年7月期日本テレビ系土曜ドラマ『女王の教室』では、志田未来の親友役である佐藤恵里花役を演じた。
その後、エムズファクトリーに所属し、2012年9月にヒラタオフィスに移籍。
2015年上半期連続テレビ小説『まれ』でNHK朝ドラ初出演。

## 人物
特技は茶道・料理。

## 出演

### テレビドラマ
- ハート 第5話（2001年10月1日、NHK）[3]
- ママまっしぐら! 2 第14話（2001年12月20日、TBS）
- 月曜ミステリー劇場 → 月曜ゴールデン（TBS）
  - 早乙女千春の添乗報告書12（2002年4月1日）
  - 女タクシードライバーの事件日誌5（2010年11月29日） - 沙織 役[2]
  - 山岳刑事 - 道原比呂子 役
    - 1（2012年8月20日）
    - 2（2013年10月28日）
- 転がしお銀（2003年10月10日 - 12月5日、NHK） - お雪 役[2]
- 仮面ライダーシリーズ（テレビ朝日）
  - 仮面ライダー剣（2004年1月25日 - 2005年1月23日） - 栗原天音 役[2]
  - 仮面ライダーW 第12話（2009年11月29日） - 若い女性 役[2]
  - 仮面ライダーフォーゼ 第9話・第10話・第25話・第26話（2011年10月30日・11月13日・2012年3月4日・11日） - 鵜坂律子 役
  - 仮面ライダージオウ 第29話・第30話（2019年3月31日・4月7日） - 栗原天音 役（友情出演）[4]
- それからの日々（2004年1月31日、テレビ朝日）
- 神楽坂署生活安全課1（2005年） - 立花弘子（幼少期）
- 女王の教室（2005年7月2日 - 9月17日、日本テレビ） - 佐藤恵里花 役[2]
- 水曜ミステリー9 子だくさん刑事（2006年6月21日、テレビ東京） - 花巻マミ 役
- 演歌の女王 最終話（2007年3月17日、日本テレビ）[2]
- セクシーボイスアンドロボ（2007年4月10日 - 6月19日、日本テレビ） - むーちゃん 役[2]
- バッテリー（2008年4月3日 - 6月12日、NHK） - 伊藤春菜 役[2]
- ナツコイ  第21話 - 第27話・第42話 - 最終話（2008年7月28日 - 8月5日・8月27日 - 29日、MBS） - 平田佐和子 役[2]
- 学校じゃ教えられない! 第1話・第9話（2008年7月15日 - 9月9日、日本テレビ） - エリカ 役[2]
- ラブレター 第11話 - 第14話（2008年12月8日 - 11日、TBS） - 並木敦子 役[3]
- 左目探偵EYE 第7話 - 最終話（2010年3月6日 - 13日、日本テレビ）[2]
- 横山秀夫サスペンス 引継ぎ（2011年3月27日、WOWOW）
- 高校生レストラン（2011年5月7日 - 7月2日、日本テレビ） - 鳥羽裕子 役
- 世にも奇妙な物語（フジテレビ）
  - 〜2011秋の特別編〜「いじめられっこ」（2011年） - 平塚萌 役
  - '18秋の特別編「脱出不可」（2018年11月10日） - ヒロイン・結城ミドリ 役
- 三毛猫ホームズの推理 第8話 - 第9（2012年6月2日 - 9日、日本テレビ） - 浜野牧子 役
- 走馬灯株式会社 第1話（2012年7月16日、TBS） - 立花結子 役
- 相棒（テレビ朝日）
  - season11 第9話 - 第10話（2012年12月12日 - 19日） - 長尾恭子 役
  - season17 第5話（2018年11月14日） - 白川恵美 役
- 土曜ワイド劇場 終着駅の牛尾刑事VS事件記者冴子12（2012年12月29日、テレビ朝日） - 副島成美 役
- 35歳の高校生 第4話（2013年5月4日、日本テレビ）
- リミット 第2話（2013年7月19日、テレビ東京） - サエコ 役
- 連続テレビ小説 まれ 第25話 - 最終回（2015年4月27日 - 9月26日、NHK） - 岡野亜美 役
- いつかティファニーで朝食を（2015年10月11日 - 2016年3月27日、日本テレビ） - さやか 役[5]
- 嫌な女 第4回（2016年3月27日、NHK BSプレミアム） - 真里菜 役
- 水族館ガール（2016年6月17日 - 9月2日、NHK総合） - 多田かなで 役
- 遺産相続弁護士 柿崎真一 第6話（2016年8月11日、読売テレビ） - 山田法子 役
- 科捜研の女（テレビ朝日） 
  - Season16 第13話（2017年2月9日） - 木戸沙也加 役
  - Season21 第17話（2022年3月31日） - 堺逸希 役
- 警視庁捜査一課9係 Season12 第3話（2017年4月26日、テレビ朝日） - 桜坂真子 役
- ウツボカズラの夢（2017年8月5日 - 9月30日、東海テレビ） - 高野怜美 役
- 執事 西園寺の名推理 第7話（2018年6月1日、テレビ東京） - 七瀬香奈 役
- 直撃!シンソウ坂上SP 〜日航123便からのメッセージ・33年目の真相〜（2018年8月16日、フジテレビ） - 田淵陽子 役
- 主婦カツ!（2018年10月7日 - 11月25日、NHK BSプレミアム） - 梶原奈央 役
- モンローが死んだ日（2019年1月6日 - 27日、NHK BSプレミアム / 1月2日 - 23日、BS4K） - 神崎朱莉 役
- インハンド 第3話（2019年4月26日、TBS） - 小松りえ 役
- 水戸黄門 第8話（2019年7月14日、BS-TBS） - お菊 役
- 捨ててよ、安達さん。 第5話・第7話・第11話（2020年5月16日・30日・6月27日、テレビ東京） - 梶原ひかり（本人） 役[6]
- ハルとアオのお弁当箱（2020年10月12日 - 12月29日、BSテレ東） - 好美 役[7]
- 特捜9 Season4 第2話（2021年4月14日、テレビ朝日） - 鈴木真央 役
- シェフは名探偵 第4話（2021年6月28日、テレビ東京） - 塚本 役
- 刑事7人 第4話（2021年8月11日、テレビ朝日） - 鶴川あずみ 役[8]
- 心霊内科医 稲生知性2 第2夜・第3夜（2023年12月28日・29日、フジテレビ） - 篠田美沙子 役
- これから配信はじめます（2024年3月8日、テレビ東京） - 岩田千春 役[9]

### 映画
- 仮面ライダーシリーズ（東映）
  - 劇場版 仮面ライダー剣 MISSING ACE（2004年9月11日） - 栗原天音（幼少期） 役[3]
  - 仮面ライダーフォーゼ  THE MOVIE みんなで宇宙キターッ!（2012年8月4日） - 鵜坂律子 役（友情出演）
- パーク アンド ラブホテル（2008年4月26日、マジックアワー）[2] - 美香 役
- 逢えてよかった（2010年4月3日、M'sワールド）[2] - アリサ 役
- 冷たい熱帯魚（2011年1月29日、日活） - 社本美津子 役[2]
- 動物の狩り方（2011年2月21日、若手映画作家育成プロジェクト）[10][11]
- 白い家（2011年2月25日、日本映画学校）[12]
- オードリー（2012年6月9日、キュリオスコープ） - 石塚絵里 役
- 希望の国（2012年10月20日、ビターズ・エンド） - ヨーコ 役
- ユダ-Judas-（2013年1月26日、アイエス・フィールド）
- 人狼ゲーム（2013年10月26日、AMGエンタテインメント） - 猪瀬尚子 役
- はなればなれに（2014年4月26日、Particle Pictures）[13] - キザシ 役
- 新宿スワン（2015年5月30日、ソニー・ピクチャーズ エンタテインメント）
- 新宿スワンII（2017年1月21日、ソニー・ピクチャーズ　エンタテインメント）キルビル 役
- 勝手にふるえてろ（2017年12月23日、ファントム・フィルム） - 平田愛 役

### 配信ドラマ
- 係長 青島俊作2 事件はまたまた取調室で起きている! 第5話（2012年8月31日、NOTTV） - 津島さなえ 役[14]
- 安全なビーナス 第4話（2020年11月15日、Paravi） - 理子 役[15]

### 舞台
- 蒲田行進曲完結編〜銀ちゃんが逝く（2000年8月11日 - 8月20日、紀伊国屋ホール）[2]
- 長嶋一茂殺人事件（2001年）[2]
- 文學青年（2011年10月7日 - 10日、新宿シアターモリエール）

### オリジナルビデオ
- true tears〜pure album〜（2006年12月22日発売、DSE） - 桜川依緒 役[3]
- If〜今日、恋をはじめます〜（2011年1月19日、エイベックス・エンタテインメント） - ミサ 役[注 1][16]

### ラジオドラマ
- 青春アドベンチャー バードケージ 一億円を使いきれ!（2008年11月17日 - 21日・11月24日 - 28日、NHK-FM放送） - 久美 役[2]
- 青春アドベンチャー アグリーガール（2015年10月5日 - 9日・10月12日 - 16日、NHK-FM放送） - イヴァン 役[2]

### CM
- セガトイズ 恋するペット・ペコロン（2003年10月24日 - ）
- カゴメ 野菜生活（2011年4月 - ）
- NTT東日本 光iフレーム2（2011年12月 - ）

### PV
- HAPPY BIRTHDAY 「イチャイチャチュッチュキャピキャピラブラブスリスリドキドキ」（2013年2月6日）
- THE ORAL CIGARETTES 「カンタンナコト」（2016年）